# Polska w Konkursie Eurowizji dla Młodych Tancerzy
Polska uczestniczy w Konkursie Eurowizji dla Młodych Tancerzy od 1993 roku. Od czasu debiutu imprezą w kraju zajmuje się polski nadawca publiczny Telewizja Polska (TVP).
Reprezentanci Polski trzykrotnie wygrywali finał Konkursu Eurowizji dla Młodych Tancerzy: w 2001 roku konkurs wygrali bracia Dawid i Marcin Kupińscy, w 2015 roku pierwsze miejsce zajęła Viktoria Nowak a w 2017 Paulina Bidzińska.
Konkurs trzykrotnie odbył się w Polsce: w 1997 roku finał konkursu rozegrano w Teatrze Muzycznym w Gdyni, w 2005 roku – w Teatrze Narodowym w Warszawie, a w 2013 roku – Operze Bałtyckiej w Gdańsku.

## Historia Polski w Konkursie Eurowizji dla Młodych Tancerzy

### Konkurs Eurowizji dla Młodych Tancerzy 1993
Telewizja Polska zadebiutowała w Konkursie Eurowizji dla Młodych Tancerzy podczas 5. edycji w 1993 roku. Reprezentantami Polski został baletowy duet Anna Sąsiadek i Jacek Breś. 13 czerwca 1993 roku para zatańczyła w półfinale konkursu organizowanego w Sztokholmie i zakwalifikowała się do finału rozgrywanego dwa dni później. Uplasowała się wówczas poza pierwszą czwórką

### Konkurs Eurowizji dla Młodych Tancerzy 1995
W 1995 roku TVP wysłała swojego reprezentanta na 6. Konkurs Eurowizji dla Młodych Tancerzy organizowany w Lozannie. Przedstawicielem kraju został tancerz baletowy Filip Barankiewicz. 3 czerwca pomyślnie awansował do rozgrywanego trzy dni później finału konkursu, zajmując w nim miejsce poza pierwszą czwórką.

### Konkurs Eurowizji dla Młodych Tancerzy 1997
W 1997 roku gospodarzem 7. Konkursu Eurowizji dla Młodych Tancerzy została Telewizja Polska, która zorganizowała finał widowiska w Teatrze Muzycznym w Gdyni. Prowadzącą galę była Grażyna Torbicka, której w półfinale towarzyszył Bogusław Kaczyński, a w finale – Henk van der Meulen. Za reżyserię widowiska odpowiadał Dariusz Goczał, a producentem wykonawczym była Małgorzata Jedynak-Pietkiewicz. Reprezentantami kraju zostali 19-letni tancerze baletowi, Magdalena Dzięgielewska i Bartosz Anczykowski. 11 czerwca duet zatańczył w półfinale konkursu i awansowali do finału rozgrywanego 17 czerwca, zajmując w nim miejsce poza pierwszą czwórką.

### Konkurs Eurowizji dla Młodych Tancerzy 1999
W 1999 roku Polskę w 8. Konkursie Eurowizji dla Młodych Tancerzy reprezentowali Marta Wojtaszewska i Marcin Krajewski. 4 czerwca para zatańczyła w półfinale konkursu odbywającego się w Lyonie i awansowała do rozgrywanego 10 czerwca finału, w którym zajęła miejsce poza pierwszą czwórką.

### Konkurs Eurowizji dla Młodych Tancerzy 2001
Reprezentantami Polski podczas 9. Konkursu Eurowizji dla Młodych Tancerzy byli tancerze baletowi, bracia Dawid i Marcin Kupińscy. 18 czerwca pomyślnie przeszli przez półfinał konkursu organizowanego w Londynie i 23 czerwca zatańczyli jako czwarci w kolejności w finale imprezy. Zdobyli w nim pierwsze miejsce, zdobywając największe uznanie jurorów. Za choreografię Bracia odpowiadał Emil Wesołowski.

### Konkurs Eurowizji dla Młodych Tancerzy 2003
W 2003 Polska wzięła udział w 10. Konkursie Eurowizji dla Młodych Tancerzy organizowanym w Amsterdamie. Reprezentantem kraju został Jakub „Grędziu” Gręda, który został pierwszym w historii tancerzem hip-hopu uczestniczącym w konkursie. 29 czerwca wystąpił w półfinale widowiska i nie zakwalifikował się do finału.

### Konkurs Eurowizji dla Młodych Tancerzy 2005
Gospodarzem 11. Konkursu Eurowizji dla Młodych Tancerzy została Telewizja Polska, która zorganizowała widowiska w Teatrze Narodowym w Warszawie. Prowadzącą oba etapy konkursowe była Agata Konarska. Reprezentantami kraju została baletnica 17-letnia Elena Karpuchina i jej 19-letni partner Michał Wylot. 24 czerwca zatańczyli w finale konkursu i zajęli ostatecznie drugie miejsce, przegrywając jedynie z reprezentującą Holandię Milou Nuyens.

### Konkurs Eurowizji dla Młodych Tancerzy 2011
W 2011 roku, po latach przerwy w organizacji, Europejska Unia Nadawców powróciła do organizacji Konkursu Eurowizji dla Młodych Tancerzy. 12. edycja konkursu odbyła się w Oslo, reprezentantem Polski został Adam Myśliński. 24 czerwca wystąpił w finale widowiska i nie zajął miejsca w czołowej dwójce.

### Konkurs Eurowizji dla Młodych Tancerzy 2013
W 2013 roku Telewizja Polska została gospodarzem 13. Konkursu Eurowizji dla Młodych Tancerzy, który odbył się w Operze Bałtyckiej w Gdańsku. Prowadzącym galę finałową był Tomasz Kammel, a producentem wykonawczym został Robert Kamyk. Reprezentant Polski został wyłoniony w trakcie krajowych eliminacji, w których uczestniczyło dziesięciu tancerzy: Kristóf Szabó, Hanna Wiadrowska, Piotr Stanek, Adrian Radwański, Dariusz Nowak, Anna Mikuła, Katarzyna Markiewicz, Łukasz Ludwiczak, Julia Hałka i Katarzyna Ciemniejewska. 7 kwietnia finał selekcji wygrał Kristóf Szabó, zdobywając największe uznanie komisji jurorskiej w składzie: Ewa Wycichowska, Jacek Przybyłowicz i Grzegorz Pańtak. 14 czerwca tancerz wystąpił w finale Konkursu Tańca dla Młodych Tancerzy i nie przeszedł do czołowej dwójki. Za jego choreografię pt. My Life and Love Might Still Go on in Your Heart odpowiadała Katarzyna Kubalska.

### Konkurs Eurowizji dla Młodych Tancerzy 2015
W 2015 roku Telewizja Polska uczestniczyła w 14. Konkursie Eurowizji dla Młodych Tancerzy. Reprezentant kraju został wyłoniony podczas programu Młody Tancerz Roku 2015, który poprowadzili Tomasz Kammel i Agnieszka Szydłowska. W selekcjach wystąpiło dziesięciu tancerzy: Julia Szuba, Monika Zaniewicz, Ariadna Herzig, Maja Parysek, Zuzanna Pruska, Maciej Pletnia, Mariusz Morawski, Bartek Włodarz, Szymon Pacholec i Viktoria Nowak, która 22 marca wygrała finał eliminacji, zostając reprezentantką Polski w Konkursie Eurowizji dla Młodych Tancerzy organizowanym w Pilźnie.

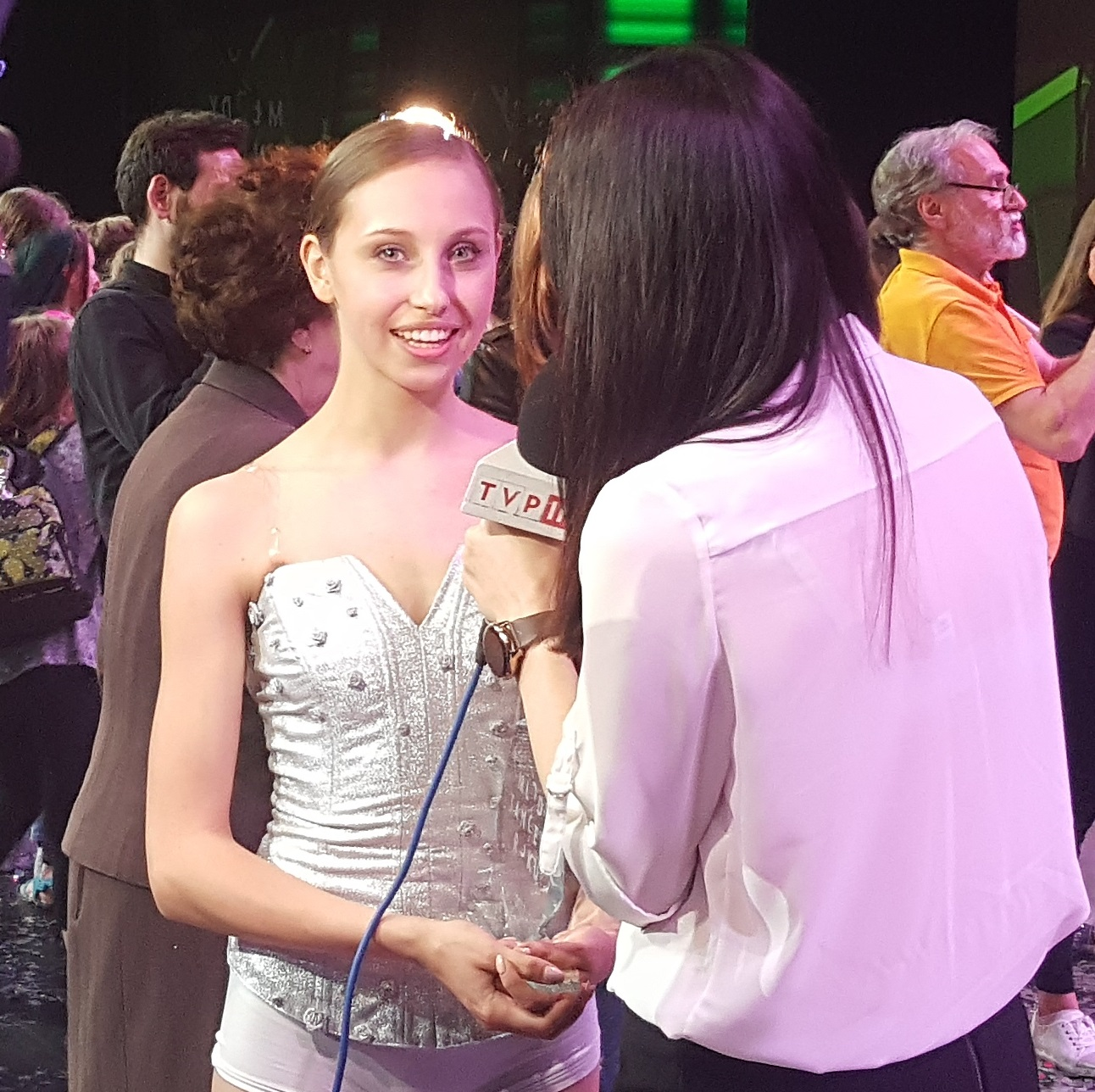
Paulina Bidzińska, reprezentantka Polski w 15. Konkursie Eurowizji dla Młodych Tancerzy, maj 2017

19 czerwca 18-letnia tancerka baletowa wystąpiła w finale konkursu i zakwalifikowała się do ścisłego finału, w którym pokonała Stašę Tušar ze Słowenii, dzięki czemu wygrała finał. Jej chorografię pt. Piece in Old Style przygotował Jacek Przybyłowicz.

### Konkurs Eurowizji dla Młodych Tancerzy 2017
W 2017 roku Polska potwierdziła udział w 15. Konkursie Eurowizji dla Młodych Tancerzy. Reprezentant kraju został wybrany podczas finału selekcji Młody Tancerz Roku, w którym wzięła udział ośmiu tancerzy: Szymon Hawryszko, Weronika Sieczkarek, Mateusz Dryll, Patryk Kaczmarek, Alicja Kaczor, Paulina Bidzińska, Hanna Szychowicz i Pola Gonciarz. 28 maja odbył się finał eliminacji, który poprowadzili Tomasz Kammel i Agnieszka Szydłowska. Do ścisłego finału awansowały Hanna Szychowicz i Paulina Bidzińska, która ostatecznie zdobyła największe uznanie komisji jurorskiej (w składzie: Iwona Pasińska, Maksim Woitiul 
i Grzegorz Pańtak), zostając reprezentantką Polski w Konkursie Eurowizji dla Młodych Tancerzy organizowanym w Pradze. Jej zwycięską choreografię pt. Diamentowy sen przygotowała Anna Śmiganowska.
W trakcie finału selekcji wręczono kilka innych nagród: Paulina Bidzińska otrzymała Nagrodę Narodowego Centrum Edukacji, Nagrodę Instytutu Muzyki i Tańca otrzymała Hanna Szychowiak, Nagrodę Przewodniczącej Jury otrzymał Bartłomiej Malarz, a nagrodę publiczności odebrała Pola Gonciarz.
16 grudnia Bidzińska zaprezentowała się jako piąta w kolejności w finale Konkursu Eurowizji dla Młodych Tancerzy, wykonując choreografię Jacka Przybyłowicza, zatytułowaną La certa. Decyzją trzyosobowej komisji jurorskiej zajęła pierwsze miejsce, pokonując w superfinale Patricię Crnkovič ze Słowenii. W nagrodę otrzymała 7 tys. euro.

## Uczestnictwo
Polska uczestniczy w konkursie od 1993 roku. Poniższa tabela uwzględnia nazwiska wszystkich polskich reprezentantów i wyniki osiągnięte w poszczególnych latach.
| Rok  | Tancerz(e)                                    | Nazwa choreografii                               | Choreograf(owie)   | Finał       | Półfinał                |
| ---- | --------------------------------------------- | ------------------------------------------------ | ------------------ | ----------- | ----------------------- |
| 1993 | Anna Sąsiadek i Jacek Breś                    | Esmeralda                                        | Agrippina Vaganova | Poza „Top3” | Awans                   |
| 1995 | Filip Barankiewicz                            | Paquita                                          | Marius Petipa      | Poza „Top3” | Awans                   |
| 1997 | Magdalena Dzięgielewska i Bartosz Anczykowski | Paquita – Grand pas de deux                      | F. Capouste        | Poza „Top3” | Awans                   |
| 1999 | Marta Wojtaszewska i Marcin Krajewski         | Stars & Stripes                                  | George Balanchine  | Poza „Top3” | Awans                   |
| 2001 | Dawid i Marcin Kupińscy                       | Brothers                                         | Emil Wesołowski    | 1           | Awans                   |
| 2003 | Jakub „Grędziu” Gręda                         |                                                  |                    | –           | Brak awansu             |
| 2005 | Elena Karpuchina i Michał Wylot               | May I have a dance                               | Roman Komassa      | 2           | Awans                   |
| 2011 | Adam Myśliński                                | Mania – C                                        | Katarzyna Kmieć    | Poza „Top2” | Brak rundy półfinałowej |
| 2013 | Kristóf Szabó                                 | My Life and Love Might Still Go on in Your Heart | Katarzyna Kubalska | Poza „Top2” | Brak rundy półfinałowej |
| 2015 | Viktoria Nowak                                | Piece in Old Style                               | Jacek Przybyłowicz | 1           | Brak rundy półfinałowej |
| 2017 | Paulina Bidzińska                             | La certa                                         | Jacek Przybyłowicz | 1           | Brak rundy półfinałowej |